# 세외수입
세외수입, 비과세 수입(non-tax revenue, non-tax receipt)은 세금에서 발생하지 않는 정부 수입이다. 예를 들어 국영 기업의 채권 발행 및 이익이다.

## 예시
- 다른 수준의 정부로부터의 원조(정부 내 원조): 미국에서 연방 보조금은 받는 주에 대해 비과세 수입으로 간주될 수 있으며 균등화 지불
- 해외원조(foreign aid)
- 종종 군사적 패배를 겪은 후 평화의 조건으로 더 약한 국가가 더 강한 국가에 지불하는 공물 또는 배상금. 제1차 세계대전 후 패배한 동맹국이 지불한 전쟁 배상금은 잘 알려진 예를 제공한다.
- 통화 자금 및 다른 정부로부터의 대출 또는 기타 차입
- 국유 기업의 수익(예: 공공 부문 조합의 수익)
- 투자 펀드(집합 투자 계획), 국부 펀드, 투자 또는 기부금,
- 국가 자산 매각 수익
- 어떤 재화나 용역으로부터 이익을 얻을 수 있는 권리를 민간 기업에 계약할 때 국가가 징수하는 임대료, 양보 및 로열티. 예를 들어 국유 토지에서 허가를 받아 개인적으로 수집한 자원 추출 계약(광물, 목재, 석유, 천연 가스 또는 해양 자원과 같은 천연 자원)이 있다.
- 벌금 징수 및 위약금으로 재산 몰수. 예를 들면 주차 벌금, 범죄자에게 부과되는 법원 비용이 있다.
- 허가 규정 또는 허가 또는 면허 발급에 대한 수수료. 예를 들어 차량 등록 번호판 허가, 차량 등록 수수료, 선박 등록 수수료, 건축 수수료, 운전 면허증, 사냥 및 낚시 면허 수수료, 전문 면허 수수료, 비자 또는 여권 수수료, 철거 수수료, 재구획 변경 수수료, 토지 등급 지정 수수료(미사 발생 ), 때로는 빗물 유출량 증가, 토착 식생 파괴, 건강한 나무 절단 등이 있다.
- 많은 공공 서비스 및 시설을 사용하는 대가로 징수되는 사용자 요금. 유료 도로 사용에 부과되는 통행료는 예시이다.
- 국가에 대한 기부 및 자발적 기부

## 세외수입의 변동성
비과세 수익은 해마다 크게 변동될 수 있다. 실제로, 그 가치는 변화하는 경제 상황과 관련이 있으며, 대출에 대한 상환 및 이자는 재협상될 수 있으며, 경쟁 분야에서 기록적인 벌금은 벌금 및 벌금의 이익을 크게 변화시킬 수 있다. 더욱이 몇 년은 예외적인 사건으로 특징지어진다. 예를 들어 2012년 프랑스에서 "4G" 무선 주파수 판매로 거의 13억 유로에 달하는 비과세 수익이 발생했다.

## 참고문헌
- https://www.performance-publique.budget.gouv.fr/budget-comptes-etat/budget-etat/approfondir/recettes-etat/recettes-non-fiscales#.XpszoNMzZ0t 보관됨 2021-10-21 - 웨이백 머신